# Grand Prince
Grand Prince (Hangul: 대군 - 사랑을 그리다; Hanja: Daegoon: Sarangeul Geurida), también conocida como "Grand Prince - Drawing Love", es una serie de televisión surcoreana emitida del 3 de marzo del 2018 hasta el 6 de mayo del 2018 por TV Chosun.

## Historia
Lee Hwi, es un joven príncipe y el tercero en la línea al trono, es considerado por el pueblo como un joven agradable, justo y el mejor partido para casarse de la dinastía Joseon. Por otro lado su hermano mayor, el príncipe Lee Kang, es un hombre ambicioso, cruel y carismático, que sueña con convertirse en el próximo Lee Bang-won.
Cuando Hwi conoce a Sung Ja-hyun, una joven hermosa y elegante así como gentil y apasionada proveniente de una prestigiosa familia, ambos se enamoran y juran amarse por siempre.
Sin embargo cuando el ambicioso Kang se da cuenta del amor entre Hwi y Ja-hyun, se pone celoso e intenta por todos los medios separaros y quedarse con ella, para lograr su objetivo, hará lo que sea necesario, incluso intentar matar a su hermano menor y así convertirse en rey.

## Reparto

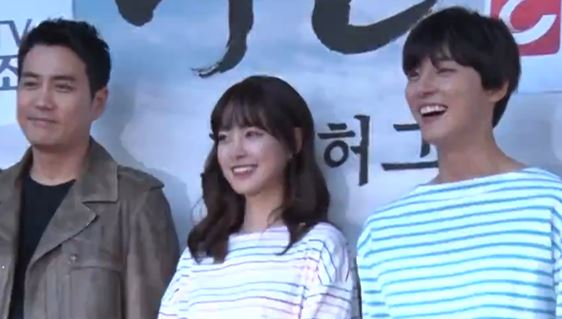
Joo Sang-wook, Jin Se-yeon y Yoon Shi-yoon en mayo del 2018.

### Personajes principales[3]
| Actor                      | Personaje                   | Episodios | Duración |
| -------------------------- | --------------------------- | --------- | -------- |
| Yoon Shi-yoon Jeon Jin-seo | Lee Hwi, Príncipe Eun Sung  | 20        | 2018     |
| Jin Se-yeon                | Sung Ja-hyun                | 20        | 2018     |
| Joo Sang-wook              | Lee Kang, Príncipe Jin Yang | 18        | 2018     |

### Personajes recurrentes
| Actor         | Personaje                | Ocupación                 | N.º de episodios | Duración | Ref.   |
| ------------- | ------------------------ | ------------------------- | ---------------- | -------- | ------ |
| Ryu Hyo-young | Yoon Na-gyeom            | Esposa de Lee Kang        | 5                | 2018     |        |
| Choi Sung-jae | Kim Kwan                 | Guardaespaldas de Lee Hwi | 5                | 2018     |        |
| Han Jae-suk   | Sung Deuk-shik           | Hermano de Ja-hyun        | 5                | 2018     |        |
| Moon Ji-in    | Ggeut-dan                | Acompañante de Ja-hyun    | 5                | 2018     |        |
| Bang Jae-ho   | Park Gi-teuk             | Eunuco de Lee Hwi         | 4                | 2018     |        |
| Lee Ki-young  | Sung Wok                 | Padre de Ja-hyun          | 3                | 2018     |        |
| Kim Mi-kyung  | Ahn Juk-san              | Madre de Ja-hyun          | 3                | 2018     |        |
| Son Byong-ho  | Lee Je, Príncipe Yang An | Hermano del Rey           | 2                | 2018     |        |
| Choo Soo-hyun | Cho Yo-kyung             | Amante de Lee Kang        | 2                | 2018     |        |
| Son Ji-hyun   | Roo Shi-gae              | Guardaespaldas de Lee Hwi | 1                | 2018     |        |
| Yoon Seo      | Jung Seol-hwa            | -                         | 1                | 2018     | [ 10 ] |
| Jang In-sub   | Doh Jeong-gook           | -                         | -                | 2018     |        |
| Han Jae-suk   | Sung Deuk-shik           | -                         | -                | 2018     |        |

### Otros personajes
| Actor         | Personaje      | Ocupación                               | N.º de episodios | Duración |
| ------------- | -------------- | --------------------------------------- | ---------------- | -------- |
| Yang Mi-kyung | Reina Shim Shi | Madre de Lee Hwi y Lee Kang             | 2                | 2018     |
| Oh Seung-ah   | Kim Hyo-bin    | Hermana de Kim Gwan / Concubina del Rey | 1                | 2018     |
| Shin Yi       | Lady Jang      | Cuidadora de los Príncipes              | 1                | 2018     |
| Kim Bo-bae    | -              | Socio de Na-gyeom                       | 1                | 2018     |
| Oh Han-kyul   | Lee Yoon       | Hijo de Lee Hwi y Ja-hyun               | 1                | 2018     |

### Antiguos personajes
| Actor        | Personaje | N.º de episodios | Duración |
| ------------ | --------- | ---------------- | -------- |
| Song Jae-hee | Rey Lee   | -                | 2018     |

## Episodios
La serie estuvo conformada por 20 episodios, los cuales fueron emitidos todos los sábados y domingos a las 22:50 (KST).

## Música
El OST de la serie fue lanzado en el 2018 por "Warner Bros. Corea" y contó con dos partes.

### Parte 1
| No. | Intérprete  | Canción                            | Letra    | Música       | Duración |
| --- | ----------- | ---------------------------------- | -------- | ------------ | -------- |
| 1   | Kim Yeon-ji | "Follow the Road" (이렇게 길 따라) | Kim I-na | Yoon Il-sang | 4:19     |
| 2   | -           | "Follow the Road" (Inst.)          | -        | Yoon Il-sang | 4:19     |

### Parte 2
| No. | Intérprete     | Canción                            | Letra                    | Música      | Duración |
| --- | -------------- | ---------------------------------- | ------------------------ | ----------- | -------- |
| 1   | Son Seung-yeon | "Love Is So Mean" (사랑 참 못됐다) | Shin In-soo y Lee Da-won | Shin In-soo | 4:25     |
| 2   | -              | "Love Is So Mean" (Inst.)          | -                        | Shin In-soo | 4:25     |

## Premios y nominaciones
| Año  | Categoría                               | Premio              | Nominado      | Resultado |
| ---- | --------------------------------------- | ------------------- | ------------- | --------- |
| 2018 | Excellence Award, Actor in a Miniseries | 6th APAN Star Award | Yoon Shi-yoon | Nominado  |

## Producción
La serie también fue conocida como "Grand Prince - Drawing Love".
La dirección contó con Kim Jung-min y con el escritor Jo Hyun-kyung, la producción ejecutiva estuvo a cargo de Lee Myung-sook.
La primera lectura del guion fue realizada el 23 de noviembre del 2017 en los estudios de TV Chosun.
La serie contó con las compañías de producción "Yein E&M" y "C-STORY" y fue distribuida por TV Chosun (CSTV).

### Emisión en otros países
El drama está disponible para transmitirse de forma exclusiva por "Iflix", con una variedad de subtítulos en Indonesia, Tailandia y Sri Lanka.